# كم ريوك
كم ريوك (بالهانغل: 김려욱؛ بالهانجا: 金 厉 旭، ويكتب خطأ: كيم ريوك. ولد في 21 يونيو عام 1987). مغني كوري جنوبي وممثل. وعضو في فرقة الفتيان للكي بوب سوبر جونيور ومجموعات فرعية لها، سوبر جونيور-إم وسوبر جونيور-كي.أر.واي.. وهو واحد من المطربين الثلاثة الرئيسيين من سوبر جونيور. جنبا إلى جنب مع أربعة أعضاء آخرين في سوبر جونيور، وهو واحد من أوائل الفنانين الكوريين الظاهرين على الطوابع البريدية الصينية.
قال في أحد المقابلات ليس لديه حبيبة .ريووك يلقب بالفتى الام ريووك يحب الطبخ ويحب مساعده الاعضاء .

## السيرة الذاتية

### قبل الظهور
شارك في إحدى المسابقات الغنائية وتم اكتشافه من قبل شركة sm وبعد ذلك تم ترسيمه في الشركة بعد ثلاثة أشهر من الترسيم في فرقة سوبير جونير
كيف ظهر ريووك :
كان شاب بوزن ثقيل ويلبس نظارات 
كان شاب عـادي بحياته ولكن ليس بأحلامه وطموحاته كان عنده موهبة بصوته وتأليفه للألحان
كان يشعر بمتعة إذا غنى كان حلمه انه ينفرد عالمسرح مع جمهوره ويوصل لهم إحساسه 
ويشاركهم حلم طفولته بدأ أول خطواته بمشاركته بمهرجان لإكتشاف مواهب الشباب وطبعا ماخفي عنهم 
وأكتشفوا موهبة ريووك من تأديته في هاالمهرجـان الغنائي للشباب [ chin chin ] اللي أقاموه عـام 2004 
وفآز في هالمهرجـان بالمركز الأول على المجموعة الموجودة ،وبعد ماأدى في هذا المهرجـان بمدة ليست بالطويلة قآم بتوقيع عقد مع شركة الـ SM 
طبعـا أي منضم للشركة كـان له فترة ليتدرب بمجالآت الفن ، تميز ريووك بفترته القصيرة للتدريب كانت شهرين فقط 
وكان تدريبه في مجـآل : الغنـآء ، الرقصً والتمثيـُل ،وكـان ريووك يضع جهود خـاصة في تدربه للـ الغنـآء وتأليف الألحـآن 
لأنه كان يملك موهبة في هالمجالين غير حببُه الشديد لهـا 
- وهو طالب في جامعة Inha في قسم الدراما والسينما

ريوكا هو اخر عنقود عائلة السوجو ويسموه Eternal mangea ولكن ريووك ليس اصغر عضو في السوجو لان كيوهيون وكيبوم وهنري اصغر منه ولكن الكثيرون يقولون انه شخصيته مناسبه انو يكون اخر العنقود 
وهو أكثر عضو في السوجو يمتلك موهبة الغناء والكل يشهد له بصوته حتى في غنائهم live ويحب الغناء والتلحين كثيرا وايضا في بعض الاحيان يحب كتابة كلمات الاغاني وهو الذي كتب كلمات المقدمة لبرامج كانغ ان ويسونغ في الراديو ويحب العزف على البيانو وهو الآن يعزف بشكل جيد

### 2005
أول ظهور له كـآن 2004 من يونيو على قناة MBC في برنـآمج المسابقآتُ [ ليلة النجومُ ] 
وفـآز فيه بالمركزَ الأولُ ,
ريووك كـان آخر من إنضم لفرقة سوبر جونيور من قبل أن ينضم لهـا كيوهيون
بسبب أنه أنضم للفرقة فقط قبل ترسيمهآا بعدة ة أسابيعُ في عـام 2005 يوم 6 نوفمبر
كـان ريووك بديل لمتدرب رآحل في الإس إم وكـان هو اللي بينضم للجيل الأول من سوبر جونيور بدلآ عنه 
6 نوفمبر كانت البداية الرسمية لسوبر جونيور 05( الجيل الأول من فرقة سوبر جونيور )
والبداية الرسمية لريووك كعضو فيها حيث قامت الفرقة بأداء أغنيتهم الأولى توينز Twins 
، في برنامج popular songs على قناة SBS في وجود ما يقارب 500 من معجبي الفرقة !
وكما يعرف الجميع كان لي سومـأن مخطط على أن سوبر جونيور فرقة ليست دآئمة 
بل عبـآرة عن فرقة تتغير أعضـآئهـا كل مدة ، لكن الشركة غيرت رأيهـا بالموضوع في 2006 من مارس
وأكتفت بإضافة كيوهيون وإقاف الأجيال المستقبلية من سوبر جونيور وأصبحت تعد من أضخم الفرق في العـآلم وانجحهـآ 
,
في أوآخر عام 2006 أصبح ريووك عضوآ في أول فرقة فرعية للسوبر جونيور [ super junior – K.R.Y ]
وهي تتكون من أعذب ثلآثة أصوآت في الفرقة يسونغ ، ريووك وكيوهيون وكـان أول ظهرو لهم 5 نوفمبر عـام 2006 
ولكن لم يقام لهم كونسرت منفرد في كوريا إلآ في بدآية هالسنة 2011 وهنـا ترجمة لمؤتمرهم 
وفي أول عـام 2008 تم تعيين فرقة فرعية ثآنية لسوبر جونيور وهي َ [ super junior – M ]
وكانوا من اعضـآئهـا : هانكيونغ – زومي – شيون – دونغهي – هنري – ريووك – كيوهيون 
طبعا تخصص هالفرقة الأغـأني باللغة الصينية الشمالية
وأصدروا لهم ألبومين | me – super girl ومن بعدهـا وقفت الفرقة وخرج هأن من السوجو 
وعـأدت وأصدرت ألبومُ TOO PERFECT 
تميز ريووك بشكلُ وآضح بهالفرقة غير إمتلآكه للكثير من الجمهور الصيني 
اللي يصرخون بحماس بمجرد مايذكر أسمه في البرامج وقاموا بإنشاء 
الكثير من المدونات له في الإنترت باسم الفانز الصيني لريووك

### 2006-2008
ظهر ريووك كممثل لأول مرة في فلم سوبر جونيور 
ولعب دور شخص غريب الأطوآر في مجلس الطلبة ، وقد حـاز على ردود إيجابيه لروعة تمثيله
وقد رشح كأفضل ممثل مساعد وأفضل أداء كوميدي في حفل توزيع الجوائز للأفلآم الكورية 
فعلآ كـان يستحقهـا مثل دور مخـالف جدآا لشخصيته الحقيقية ة اللي كان يظهرها للفانز 
ومع ذلك ضبط الدور وأتقن أسلوب الشخصية وطريقة حديثها وردات فعلها

## وصلات خارجية
- كم ريوك على موقع IMDb (الإنجليزية)
- كم ريوك على موقع ميوزك برينز (الإنجليزية)
- كم ريوك على موقع ديسكوغز (الإنجليزية)
- كم ريوك على موقع قاعدة بيانات الفيلم (الإنجليزية)

- سوبر جونيور - الموقع الرسمي الكوري (إس إم إنترتينمنت)

```
على 
تويتر
```